# فيروس بطيء
الفيروس البطيء هو جنس من الفيروسات البطيئة من عائلة الفيروسيات القهقرية (Retroviridae)، و تتميّز بفترة حضانة طويلة. يُمْكِنُ للفَيرُوسَات البَطيئَة أن تحرّر كمية هامّة مِنْ المعلومات الوراثية في دنا الخلية المضيّفة، لذا فهي إحدى أكثر الطرق فاعليّة لناقل محرّر جيني. فَيروسُ العَوَزِ المَناعِيِّ البَشَرِيّ (فَيروسُ الإِيدز) وSIV وFIV كُلّها أمثلة على الفَيرُوسَات البَطيئَة الإنتشار و الفعالية.